# Rummelplatz der Liebe
Rummelplatz der Liebe è un film drammatico del 1954 diretto da Kurt Neumann e interpretato da Eva Bartok, Curd Jürgens e Bernhard Wicki.
È stato presentato in concorso alla 4ª edizione del Festival di Berlino.
Il regista girò in contemporanea un'edizione del film in lingua inglese intitolata Carnival Story, uscito in Italia come La carovana del luna park, con Anne Baxter, Steve Cochran e Lyle Bettger che compaiono non accreditati anche in questa versione.

## Trama
La giovane e squattrinata Lilli tenta di rubare il portafogli a Toni, impiegato in un luna park appena arrivato a Monaco di Baviera, ma l'uomo se ne innamora e decide di non denunciarla. Lilli attira anche l'attenzione di Franz, che si esibisce come acrobata e che le propone di lavorare nella compagnia itinerante. La sera della prima esibizione Franz le chiede di sposarlo, attirando su di sé l'ira di Toni che lo uccide simulando un incidente. Lilli riuscirà a farlo confessare a rischio della propria vita, in attesa del lieto fine.

## Distribuzione
Dopo l'anteprima del 19 giugno 1954 al Festival di Berlino, il film venne distribuito in Germania Ovest a partire dal 20 agosto. Negli Stati Uniti uscì con il titolo Circus of Love il 15 agosto 1958, quattro anni dopo La carovana del luna park.